# Кодозеро (озеро, Ленинградская область)
Кодозеро — пресноводное озеро на территории Винницкого сельского поселения Подпорожского района Ленинградской области.

## Общие сведения
Площадь озера — 0,7 км², площадь водосборного бассейна — 24,7 км². Располагается на высоте 158 метров над уровнем моря.
Форма озера лопастная, продолговатая: оно почти на два километра вытянуто с северо-запада на юго-восток. Берега изрезанные, каменисто-песчаные, преимущественно возвышенные.
С северной стороны Кодозера вытекает безымянный водоток, впадающий в Кекозеро, из которого берёт начало река Пётка, впадающая в Чикозеро, из которого берёт начало река Паданка, впадающая в реку Шокшу. Шокша, в свою очередь, впадает в реку Оять, левый приток Свири.
В южный залив Кодозера впадает протока, несущая воды озёр Каргинского, Легмозера и Оёзера.
К юго-востоку от озера проходит лесная дорога.
Населённые пункты вблизи водоёма отсутствуют.
Код объекта в государственном водном реестре — 01040100811102000015784.